# Fikayo Tomori
Oluwafikayomi Oluwadamilola Tomori, detto Fikayo (Calgary, 19 dicembre 1997), è un calciatore inglese con cittadinanza canadese di origini nigeriane, difensore del Milan.

## Biografia
Nato in Canada da genitori nigeriani, è cresciuto in Inghilterra.

## Caratteristiche tecniche
Tomori è un difensore centrale forte fisicamente e molto aggressivo, che può essere adattato come terzino destro. È molto atletico e veloce, oltre a essere forte negli interventi in tackle, nel gioco aereo, nelle intercettazioni e nei contrasti. Inoltre dispone di buone doti di impostazione.

## Carriera

### Club

#### Inizi: Chelsea e prestiti
Cresciuto nel settore giovanile del Chelsea, ha esordito in prima squadra il 15 maggio 2016, nella partita pareggiata per 1-1 contro il Leicester City, sostituendo al 60º minuto Branislav Ivanović. Il 1º agosto firma un rinnovo quadriennale con i Blues, e il 23 gennaio 2017 viene ceduto in prestito, fino al termine della stagione, al Brighton. Il 31 agosto si trasferisce in prestito annuale all'Hull City.
Terminato il prestito all'Hull, il Chelsea lo cede nuovamente a titolo temporaneo, questa volta al Derby County, allenato dall'ex calciatore dei Blues Frank Lampard. Con i Rams realizza il suo primo gol tra i professionisti in occasione della vittoria in trasferta per 3-4 contro il Norwich City.

#### Ritorno al Chelsea

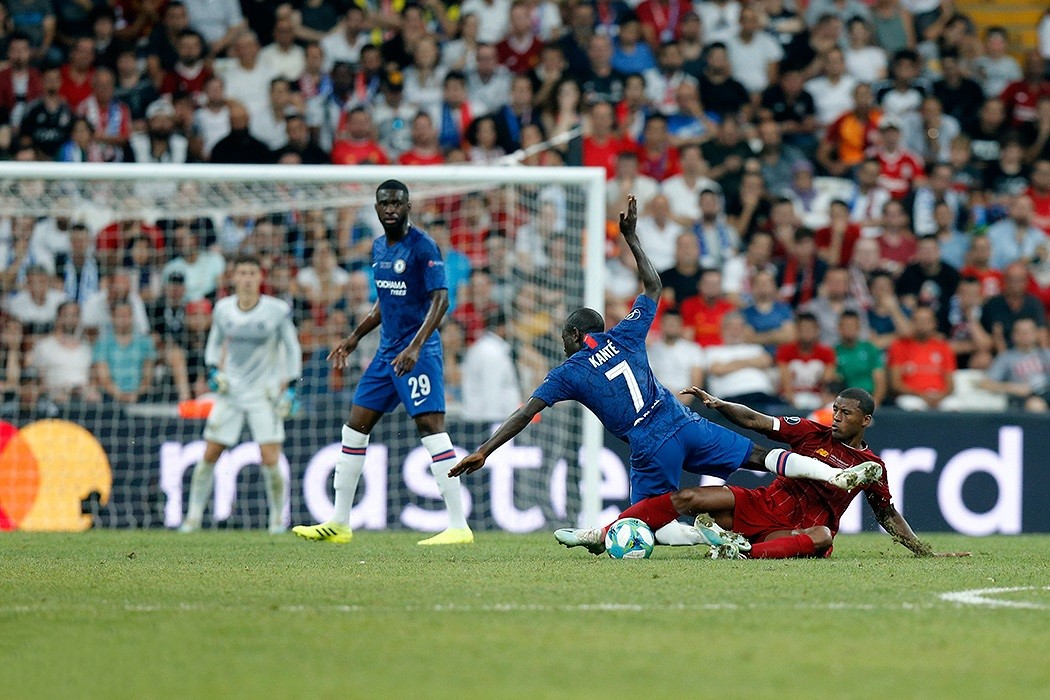
Tomori, in secondo piano, durante un contrasto di gioco tra il compagno di squadra N'Golo Kanté e Georginio Wijnaldum nella Supercoppa UEFA 2019

Al termine di un'ottima stagione al Derby County, dopo avere perso la promozione ai play-off in finale contro l'Aston Villa, fa ritorno al Chelsea dove ritrova come allenatore Frank Lampard, che ha fatto sì che lui rimanesse in squadra senza venire ceduto nuovamente in prestito. Con i Blues non è subito titolare, ma si guadagna il posto durante l'anno fornendo buone prestazioni, e segnando la sua prima rete in Premier League (oltre che con il club londinese) nel successo per 2-5 contro il Wolverhampton con un tiro da fuori area. In virtù delle buone prestazioni fornite, il 12 dicembre rinnova il proprio contratto con il club londinese sino al 2024. Nel prosieguo dell'annata tuttavia il suo spazio diminuisce, tanto che, dopo la ripresa del campionato, non gioca mai.
La stagione successiva il suo spazio continua a essere poco, tanto che a gennaio viene ceduto.

#### Milan

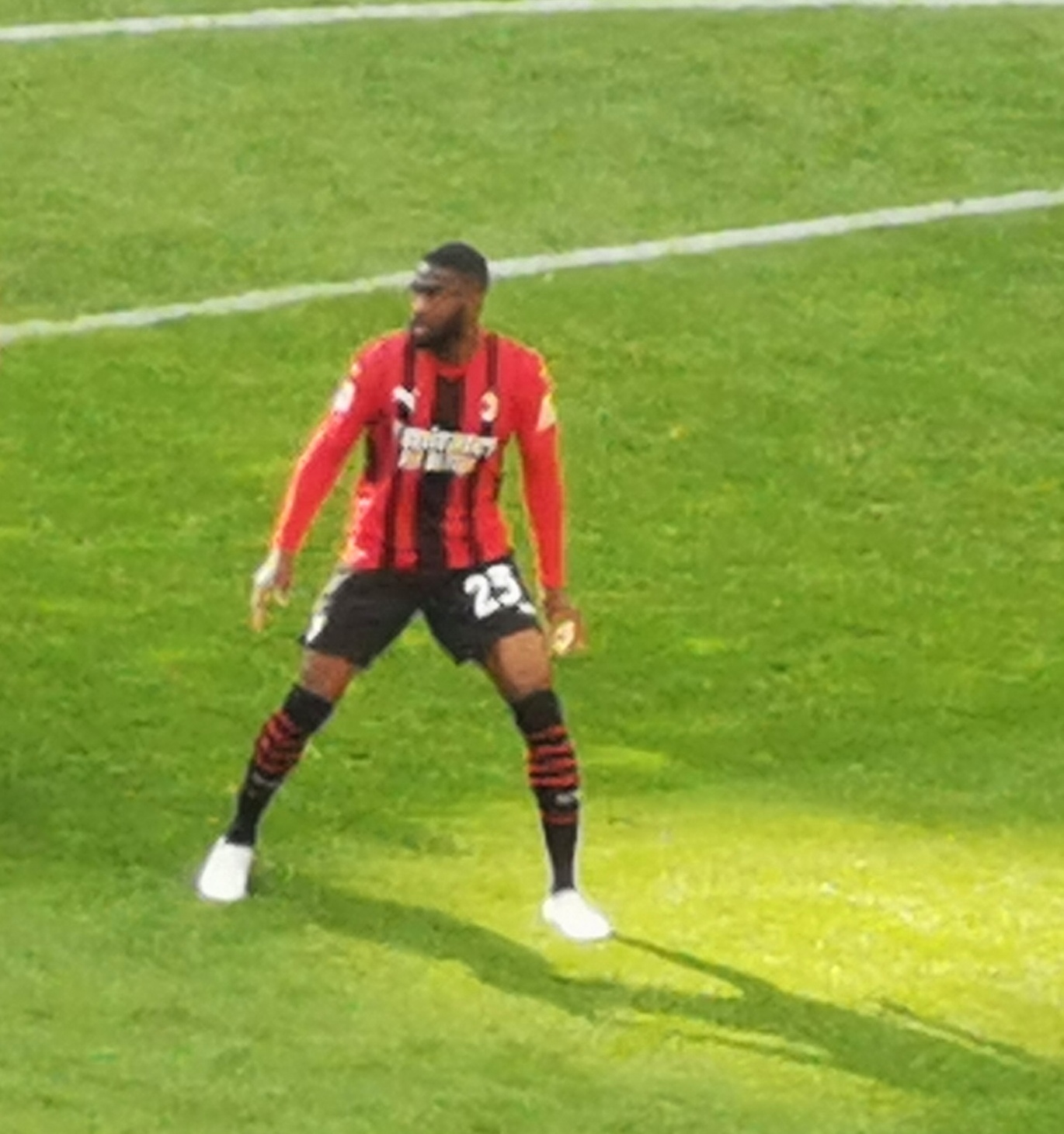
Tomori al Milan in una partita contro la nel 2022

Il 21 gennaio 2021 viene acquistato dal Milan con la formula del prestito oneroso (fissato a 600 mila euro) fino al 30 giugno, con un diritto di riscatto concordato a 28,8 milioni. Esordisce con la maglia rossonera il 26 gennaio 2021, in occasione del quarto di finale di Coppa Italia contro l'Inter, sostituendo Simon Kjær dal 20º minuto di gioco. Quattro giorni dopo esordisce anche in Serie A, giocando da titolare la sfida in casa del Bologna, vinta per 2-1. Dopo un breve periodo di ambientamento viene preferito al capitano Alessio Romagnoli e diventa titolare. Il 9 maggio realizza il suo primo goal con i rossoneri, segnando la rete del definitivo 3-0 contro la Juventus nella gara di campionato vinta in trasferta.
Il 17 giugno 2021 il Milan esercita il diritto di riscatto del giocatore, prelevandolo dunque a titolo definitivo dal Chelsea.
Nella stagione 2021-2022 diventa un punto di riferimento della retroguardia rossonera, disputando 31 delle 38 partite del campionato. Il 7 dicembre 2021 segna il primo gol in UEFA Champions League nella partita persa per 1-2 ai gironi contro il Liverpool. Conclude la stagione vincendo lo scudetto, con un bilancio di 40 presenze in tutte le competizioni.
Il 22 aprile 2024 segna per la prima volta in un derby di Milano, nella sconfitta contro l'Inter per 1-2.
Il 6 gennaio 2025 vince il suo secondo trofeo con i rossoneri, la Supercoppa italiana vinta per 2-3 in rimonta contro i rivali cittadini dell'Inter.

### Nazionale
Dopo avere giocato tre partite con la nazionale canadese Under-20, ha poi optato per rappresentare l'Inghilterra.
Con la nazionale inglese Under-20 nel 2017 ha vinto il Mondiale Under-20 disputato in Corea del Sud. Con la nazionale inglese Under-21 nel 2019 ha preso parte all'Europeo Under-21 disputato in Italia, dove la squadra inglese è stata eliminata nella fase a gironi.
Il 3 ottobre 2019 ha ricevuto la sua prima convocazione nella nazionale maggiore inglese, e ha esordito il 17 novembre seguente, a 21 anni, nel successo per 4-0 contro il Kosovo valevole per le qualificazioni a Euro 2020.

## Statistiche

### Presenze e reti nei club
Statistiche aggiornate al 17 agosto 2025.
| Stagione        | Squadra         | Campionato      | Campionato | Campionato | Coppe nazionali | Coppe nazionali | Coppe nazionali | Coppe continentali | Coppe continentali | Coppe continentali | Altre coppe | Altre coppe | Altre coppe | Totale | Totale |
| Stagione        | Squadra         | Comp            | Pres       | Reti       | Comp            | Pres            | Reti            | Comp               | Pres               | Reti               | Comp        | Pres        | Reti        | Pres   | Reti   |
| --------------- | --------------- | --------------- | ---------- | ---------- | --------------- | --------------- | --------------- | ------------------ | ------------------ | ------------------ | ----------- | ----------- | ----------- | ------ | ------ |
| 2015-2016       | Chelsea         | PL              | 1          | 0          | FACup+CdL       | 0+0             | 0               | UCL                | 0                  | 0                  | -           | -           | -           | 1      | 0      |
| 2016-gen. 2017  | Chelsea         | PL              | 0          | 0          | FACup+CdL       | 0+0             | 0               | -                  | -                  | -                  | -           | -           | -           | 0      | 0      |
| gen.-giu. 2017  | Brighton        | FLC             | 9          | 0          | FACup+CdL       | 1+0             | 0               | -                  | -                  | -                  | -           | -           | -           | 10     | 0      |
| 2017-2018       | Hull City       | FLC             | 25         | 0          | FACup+CdL       | 1+0             | 0               | -                  | -                  | -                  | -           | -           | -           | 26     | 0      |
| 2018-2019       | Derby County    | FLC             | 44+3       | 1+0        | FACup+CdL       | 4+4             | 0+1             | -                  | -                  | -                  | -           | -           | -           | 55     | 2      |
| 2019-2020       | Chelsea         | PL              | 15         | 1          | FACup+CdL       | 2+0             | 1               | UCL                | 4                  | 0                  | SU          | 1           | 0           | 22     | 2      |
| 2020-gen. 2021  | Chelsea         | PL              | 1          | 0          | FACup+CdL       | 1+2             | 0               | UCL                | 0                  | 0                  | -           | -           | -           | 4      | 0      |
| Totale Chelsea  | Totale Chelsea  | Totale Chelsea  | 17         | 1          |                 | 5               | 1               |                    | 4                  | 0                  |             | 1           | 0           | 27     | 2      |
| gen.-giu. 2021  | Milan           | A               | 17         | 1          | CI              | 1               | 0               | UEL                | 4                  | 0                  | -           | -           | -           | 22     | 1      |
| 2021-2022       | Milan           | A               | 31         | 0          | CI              | 4               | 0               | UCL                | 5                  | 1                  | -           | -           | -           | 40     | 1      |
| 2022-2023       | Milan           | A               | 33         | 1          | CI              | 1               | 0               | UCL                | 10                 | 0                  | SI          | 1           | 0           | 45     | 1      |
| 2023-2024       | Milan           | A               | 26         | 4          | CI              | 0               | 0               | UCL+UEL            | 6+3                | 0                  | -           | -           | -           | 35     | 4      |
| 2024-2025       | Milan           | A               | 22         | 0          | CI              | 4               | 0               | UCL                | 7                  | 0                  | SI          | 2           | 0           | 35     | 0      |
| 2025-2026       | Milan           | A               | 0          | 0          | CI              | 1               | 0               | -                  | -                  | -                  | SI          | 0           | 0           | 1      | 0      |
| Totale Milan    | Totale Milan    | Totale Milan    | 129        | 6          |                 | 11              | 0               |                    | 35                 | 1                  |             | 3           | 0           | 178    | 7      |
| Totale carriera | Totale carriera | Totale carriera | 227        | 8          |                 | 26              | 2               |                    | 39                 | 1                  |             | 4           | 0           | 297    | 11     |

### Cronologia presenze e reti in nazionale
| Cronologia completa delle presenze e delle reti in nazionale ― Inghilterra | Cronologia completa delle presenze e delle reti in nazionale ― Inghilterra | Cronologia completa delle presenze e delle reti in nazionale ― Inghilterra | Cronologia completa delle presenze e delle reti in nazionale ― Inghilterra | Cronologia completa delle presenze e delle reti in nazionale ― Inghilterra | Cronologia completa delle presenze e delle reti in nazionale ― Inghilterra | Cronologia completa delle presenze e delle reti in nazionale ― Inghilterra | Cronologia completa delle presenze e delle reti in nazionale ― Inghilterra |
| Data                                                                       | Città                                                                      | In casa                                                                    | Risultato                                                                  | Ospiti                                                                     | Competizione                                                               | Reti                                                                       | Note                                                                       |
| -------------------------------------------------------------------------- | -------------------------------------------------------------------------- | -------------------------------------------------------------------------- | -------------------------------------------------------------------------- | -------------------------------------------------------------------------- | -------------------------------------------------------------------------- | -------------------------------------------------------------------------- | -------------------------------------------------------------------------- |
| 17-11-2019                                                                 | Pristina                                                                   | Kosovo                                                                     | 0 – 4                                                                      | Inghilterra                                                                | Qual. Euro 2020                                                            | -                                                                          | 84’                                                                        |
| 9-10-2021                                                                  | Andorra la Vella                                                           | Andorra                                                                    | 0 – 5                                                                      | Inghilterra                                                                | Qual. Mondiali 2022                                                        | -                                                                          | 60’                                                                        |
| 11-6-2022                                                                  | Wolverhampton                                                              | Inghilterra                                                                | 0 – 0                                                                      | Italia                                                                     | UEFA Nations League 2022-2023 - 1º turno                                   | -                                                                          | 88’                                                                        |
| 13-10-2023                                                                 | Londra                                                                     | Inghilterra                                                                | 1 – 0                                                                      | Australia                                                                  | Amichevole                                                                 | -                                                                          | 61’                                                                        |
| 17-11-2023                                                                 | Londra                                                                     | Inghilterra                                                                | 2 – 0                                                                      | Malta                                                                      | Qual. Euro 2024                                                            | -                                                                          | 26’ 46’                                                                    |
| Totale                                                                     |                                                                            | Presenze                                                                   | 5                                                                          |                                                                            | Reti                                                                       | 0                                                                          |                                                                            |

## Palmarès

### Club

#### Competizioni giovanili
- UEFA Youth League: 2

Chelsea: 2014-2015, 2015-2016

#### Competizioni nazionali
- Campionato italiano: 1

Milan: 2021-2022
- Supercoppa italiana: 1

Milan: 2024

### Nazionale
- Campionato mondiale Under-20: 1

Corea del Sud 2017

### Individuale
- Gran Galà del calcio AIC: 1

Squadra dell'anno: 2022